# Mikojan-Goerevitsj MiG-23

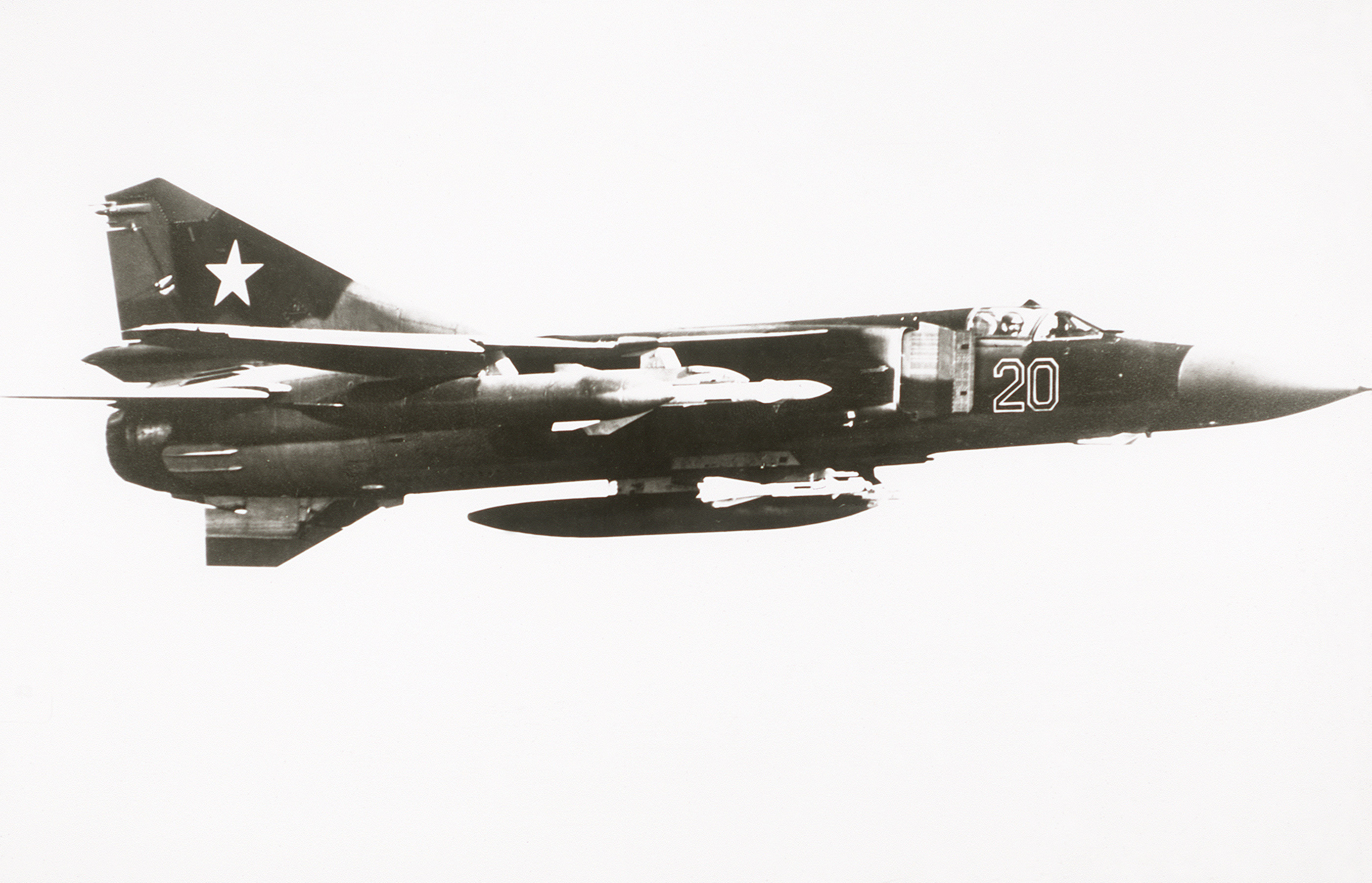
MiG-23 met een AA-7 Apex lucht-luchtraket onder de buitenste vleugel en een AA-8 Aphid onder de binnenste vleugel

De Mikojan-Goerevitsj MiG-23 (NAVO-codenaam: Flogger) is een jachtvliegtuig dat door de Sovjet-Unie in 1967 werd voorgesteld. Het werd pas enkele jaren later effectief in dienst genomen als opvolger van de MiG-21.
De MiG-23 heeft verstelbare vleugels, en komt daarmee in dezelfde klasse als de Amerikaanse F-111 en de Franse Mirage G. Het combineert hoge snelheid met een grote autonomie. Meer dan 3000 toestellen werden gebouwd in diverse versies zoals jager, trainer en voor aanvallen op gronddoelen. De MiG-23 is ook verkocht aan Egypte, Irak, Libië en Syrië.
Op 4 juli 1989 onderschepten jachttoestellen van de NAVO een MiG-23 die het luchtruim binnendrong. Het toestel was in Polen opgestegen. Het bleek dat de Russische piloot het toestel had verlaten, vermoedelijk ten gevolge van technische problemen. Het vloog ongestuurd verder door het luchtruim van Duitsland en Nederland en verongelukte bij Kortrijk met één dode op de grond tot gevolg.